# LG Display
LG Display (Coreano: LG디스플레이) es el segundo fabricante más grande del mundo de pantallas LCD, por detrás de Samsung Electronics. Conjuntamente, ambas empresas surcoreanas actualmente poseen cerca del 50% del mercado global de pantallas LCD. LG Display tiene su sede principal en Seúl, Corea del Sur.

## Historia
LG Display fue constituida como empresa conjunta entre la empresa electrónica coreana LG Electronics y la holandesa Koninklijke Philips Electronics en 1999 con el objetivo de manufacturar pantallas de matriz activa (LCDs) y en aquel entonces era conocida como LG.Philips LCD. A finales del año 2008 Philips vendió todas sus acciones.
En diciembre de 2008 LG.Philips LCD anunció su intención de cambiar su nombre corporativo a LG Display, pendiente de aprobación por parte de su cuerpo de accionistas durante su reunión anual el 29 de febrero. La compañía explicó que el cambio de nombre obedeció al reflejo de su enfoque de expansión de negocios y diversificación, cambio en su filosofía administrativa seguida de su distanciamiento y consecuente reducción de participación accionaria de Philips, y el compromiso de LG hacia mejorada responsabilidad administrativa.
La compañía cuenta con ocho plantas manufactureras en Gumi y Paju, Corea del Sur. También cuenta con una planta de ensamblaje de módulos en Nanjing y Cantón, China y otra en Wroclaw, Polonia.
LG Display se convirtió en empresa independiente en julio de 2004 mientras estaba listada concurrentemente en la Bolsa de Nueva York (NYSE: LPL) y la Bolsa de Corea del Sur.

### Pantallas OLED
LG Display se encuentra en el proceso de desarrollar pantallas con tecnología no-LCD. Muestra de esto son sus pantallas de matriz-activa Diodo orgánico de emisión de luz (OLED) en tamaños de 56, 60 y 76 mm. Prototipos de estas pantallas fueron exhibidos en el Consumer Electronics Show de Las Vegas, Nevada en enero de 2007.

## Otros fabricantes de LCD
Esta es una lista en orden alfabético de algunos de los fabricantes de paneles LCD más importantes del mundo.
- Acer
- Apple
- Benq
- Hewlett-Packard
- S-LCD (alianza estratégica entre Samsung y Sony)
- Sharp
- ViewSonic